# Unbiased
L'aggettivo unbiased in inglese indica l'assenza di un errore sistematico (bias).
Si potrebbe tradurre meglio in italiano con la parafrasi gergale fatto a mestiere.

## Computer grafica
In computer grafica un motore 3D è unbiased (o fotorealistico) quando utilizza algoritmi che si sforzano di riprodurre in maniera realistica il comportamento della luce, a scapito dei tempi di calcolo. Al contrario, un motore biased è più veloce ma fornisce una rappresentazione più approssimativa della realtà.
In particolare, i motori biased solitamente fanno uso di algoritmi ottimizzati per calcolare illuminazione globale, riflessioni caustiche, rifrazione, sub surface scattering e poco altro, introducendo artefatti. I motori unbiased, invece, utilizzano modelli fisici e ottici molto più accurati e tengono conto delle interazioni luminose tra gli elementi della scena. Esempi di fenomeni contemplati nel calcolo di motori di rendering unbiased sono la dispersione spettrale, la diffrazione di Fraunhofer, gli anelli di Newton, la polarizzazione della radiazione elettromagnetica, la stenoscopia e l'aberrazione ottica.
Solo l'aumentare della potenza dei computer, con la presenza di processori multi core e la possibilità di utilizzare render farm, ha permesso di implementare algoritmi di calcolo tanto complessi e rendere accettabili i tempi di resa di questi motori.
Gli unbiased vengono usati principalmente in ambito architettonico e quando sia ricercata la qualità senza compromessi.

## Statistica
In statistica uno stimatore è unbiased se il suo bias (o distorsione) è nullo.
Ad esempio gli stimatori classici della media e della varianza di una popolazione sono unbiased.